# Morti il 15 maggio
| Questa pagina contiene informazioni ricavate automaticamente dalle voci biografiche con l'ausilio del template Bio e di un bot. L'aggiornamento è periodico e automatico e ricostruisce completamente la pagina. Se manca una persona in questa lista, sei pregato di non aggiungerla, ma accertati piuttosto che la sua voce biografica contenga il template Bio e che i dati anagrafici siano correttamente compilati. Se il template Bio manca, inseriscilo tu stesso o, in alternativa, metti l'avviso {{tmp\|Bio}} che ne segnala la mancanza. Se i dati riportati sono sbagliati, correggi direttamente la voce biografica; le modifiche saranno visibili in questa lista entro pochi giorni. Per chiarimenti vedi il progetto biografie. La lista contiene solo le 544 persone che sono citate nell'enciclopedia e per le quali è stato implementato correttamente il template Bio. Pagina aggiornata al 13 ago 2025. |

## IV secolo(1)
- 392 - Valentiniano II, imperatore romano (n. 371)

## VI secolo(1)
- 558 - Ellero di Galeata, monaco cristiano italiano (n. 476)

## IX secolo(3)
- 801 - Pietro I, arcivescovo italiano
- 845 - Nitardo, conte
- 884 - Papa Marino I, papa, vescovo e cardinale italiano

## X secolo(3)
- 913 - Attone I di Magonza, abate e arcivescovo tedesco (n. 850)
- 925 - Nicola I Mistico, arcivescovo, teologo e politico bizantino (n. 852)
- 973 - Birtelmo, vescovo e arcivescovo anglosassone

## XI secolo(1)
- 1036 - Go-Ichijō, imperatore giapponese (n. 1008)

## XII secolo(5)
- 1122 - Yejong di Goryeo, re coreano (n. 1079)
- 1130 - Isidoro l'Agricoltore, santo spagnolo (n. 1080)
- 1157 - Jurij Dolgorukij di Kiev, principe
- 1174 - Norandino, condottiero turco (n. 1118)
- 1175 - Mleh d'Armenia, principe

## XIII secolo(3)
- 1242 - Bahram di Delhi, sultano (n. 1212)
- 1265 - Alberto I di Meclemburgo, principe (n. 1230)
- 1272 - Tommaso di Cantimpré, scrittore e teologo fiammingo (n. 1201)

## XIV secolo(2)
- 1346 - Enrico I di Świdnica, nobile
- 1364 - Marco Gradenigo, politico italiano

## XV secolo(7)
- 1448 - Uguccione dei Contrari, politico e militare italiano (n. 1379)
- 1450 - Andrea Abellon, religioso e pittore francese
- 1461 - Domenico Veneziano, pittore italiano
- 1464 - Henry Beaufort, III duca di Somerset, condottiero inglese (n. 1436)
- 1465 - Maddalena Albrici, religiosa italiana (n. 1390)
- 1470 - Carlo VIII di Svezia, sovrano (n. 1409)
- 1486 - Margherita di Foix, nobile francese

## XVI secolo(10)
- 1503 - Giovanni Caroli, teologo italiano (n. 1428)
- 1507 - Alonso Ortiz, umanista spagnolo (n. 1455)
- 1523 - Urbano di Miolans, abate italiano
- 1538 - Filippo III di Hanau-Lichtenberg, tedesco (n. 1482)
- 1544 - Giulio Camillo Delminio, umanista e filosofo italiano (n. 1480)
- 1567 - Nicola Maria Caracciolo, vescovo cattolico italiano (n. 1512)
- 1568 - Anna di Lorena, principessa francese (n. 1522)
- 1585 - Jacopo VI Appiano, nobile italiano (n. 1529)
- 1585 - Niwa Nagahide, militare giapponese (n. 1535)
- 1591 - Dmitrij Ivanovič di Russia, russo (n. 1582)

## XVII secolo(14)
- 1605 - Ayşe Sultan, principessa ottomana (n. 1565)
- 1609 - Giovanni Croce, compositore italiano (n. 1557)
- 1613 - Urbano Monti, geografo e cartografo italiano (n. 1544)
- 1618 - Andrea Vicentino, pittore italiano
- 1621 - Hendrick de Keyser il Vecchio, architetto, scultore e medaglista olandese (n. 1565)
- 1622 - Petrus Plancius, astronomo e cartografo fiammingo (n. 1552)
- 1634 - Hendrick Avercamp, pittore olandese (n. 1585)
- 1640 - Francesco Guitti, architetto e scenografo italiano
- 1653 - Teodosio di Braganza, principe portoghese (n. 1634)
- 1657 - Francesco Angelo Rapaccioli, cardinale e vescovo cattolico italiano (n. 1605)
- 1683 - Giovanni Ernesto II di Sassonia-Weimar, duca tedesco (n. 1627)
- 1688 - Giovanni Filippo Apolloni, librettista e poeta italiano
- 1698 - Marie Champmeslé, attrice teatrale francese (n. 1642)
- 1699 - Edward Petre, gesuita inglese (n. 1631)

## XVIII secolo(21)
- 1713 - Giuseppe Antonio Torri, architetto italiano (n. 1658)
- 1727 - Francesco Maria Spinola, nobile e militare italiano (n. 1659)
- 1731 - Antonio Francesco Valenti, funzionario e arcivescovo cattolico italiano (n. 1668)
- 1734 - Sebastiano Ricci, pittore italiano (n. 1659)
- 1736 - Pompeo Ferrari, architetto italiano (n. 1660)
- 1740 - Ephraim Chambers, scrittore britannico (n. 1680)
- 1746 - John James, architetto inglese
- 1749 - Niccolò Nannetti, pittore italiano (n. 1674)
- 1773 - Alban Butler, presbitero, teologo e biografo inglese (n. 1710)
- 1775 - Felice Piccaluga, organaro italiano (n. 1740)
- 1778 - Safiye Sultan, principessa ottomana (n. 1696)
- 1782 - Richard Wilson, pittore gallese (n. 1714)
- 1782 - Eustachio Zanotti, astronomo e ingegnere italiano (n. 1709)
- 1785 - Karel Blažej Kopřiva, compositore e organista ceco (n. 1756)
- 1786 - Eva Ekeblad, fisica, agronoma e botanico svedese (n. 1724)
- 1789 - Jean-Baptiste-Marie Pierre, pittore francese (n. 1714)
- 1791 - Marie-Thérèse de La Ferté-Imbault, francese (n. 1715)
- 1792 - Maria Luisa di Borbone-Spagna, sovrana (n. 1745)
- 1793 - Peter Adolf Hall, pittore svedese (n. 1739)
- 1793 - Étienne Marchand, mercante e esploratore francese (n. 1755)
- 1799 - Francesco Boaretti, grecista e traduttore italiano (n. 1748)

## XIX secolo(72)
- 1801 - Ludovico Barbiano di Belgiojoso, militare e diplomatico italiano (n. 1728)
- 1812 - Louis Bertrand, matematico svizzero (n. 1731)
- 1815 - Jacopo Alessandro Calvi, pittore italiano (n. 1740)
- 1817 - Wazir Ali Khan, indiano (n. 1780)
- 1817 - Karl von Gober, militare austriaco (n. 1762)
- 1818 - Friedrich Majer, storico e orientalista tedesco (n. 1772)
- 1819 - Pietro Rubini, medico italiano (n. 1760)
- 1821 - Franz Niklaus Zelger, condottiero e politico svizzero (n. 1765)
- 1824 - Johann Philipp Karl Joseph von Stadion, politico austriaco (n. 1763)
- 1831 - Nicolas Fortin, artigiano francese (n. 1750)
- 1831 - Massimiliano Giuseppe di Thurn und Taxis, militare tedesco (n. 1769)
- 1832 - Louise Elisabeth de Croÿ, scrittrice francese (n. 1749)
- 1832 - Carl Friedrich Zelter, compositore, direttore d'orchestra e scrittore tedesco (n. 1758)
- 1833 - Edmund Kean, attore teatrale britannico (n. 1787)
- 1834 - Benedetto Cappelletti, cardinale e vescovo cattolico italiano (n. 1764)
- 1835 - Pauline Auzou, pittrice francese (n. 1775)
- 1837 - Fryderyk Buchholtz, artigiano polacco (n. 1792)
- 1837 - Gustaf af Wetterstedt, politico svedese (n. 1776)
- 1839 - Francesco Chiaffredo Marini, funzionario italiano (n. 1772)
- 1842 - Pietro Custodi, storico, letterato e politico italiano (n. 1771)
- 1842 - Emmanuel de Las Cases, funzionario e storico francese (n. 1766)
- 1842 - Luigi Maroni Biroldi, organaro italiano (n. 1790)
- 1843 - George Coventry, VIII conte di Coventry, nobile e politico inglese (n. 1784)
- 1845 - Giorgio II di Waldeck e Pyrmont, sovrano tedesco (n. 1789)
- 1845 - Samuel Isperuszoon Wiselius, politico e scrittore olandese (n. 1769)
- 1847 - Daniel O'Connell, politico e avvocato irlandese (n. 1775)
- 1848 - Evangelista Azzi, cartografo italiano (n. 1793)
- 1848 - Luigi La Vista, scrittore e patriota italiano (n. 1826)
- 1848 - Angelo Santilli, filosofo, giornalista e poeta italiano (n. 1822)
- 1850 - Francesco Antonio Boi, anatomista italiano (n. 1767)
- 1850 - Nükhetseza Hanim, nobile abcasa (n. 1827)
- 1850 - Luigi Zandomeneghi, scultore italiano (n. 1779)
- 1851 - Johann Traugott Leberecht Danz, teologo tedesco (n. 1769)
- 1852 - Tomás Godoy Cruz, politico argentino (n. 1791)
- 1852 - Louisa Adams, first lady statunitense (n. 1775)
- 1856 - Pietro Conti da Cilavegna, ingegnere e inventore italiano (n. 1796)
- 1857 - James Macdonell, generale britannico (n. 1781)
- 1858 - Robert Hare, chimico e inventore statunitense (n. 1781)
- 1858 - Giuseppe Maffei, religioso e storico della letteratura italiano (n. 1775)
- 1859 - Paolo Fabrizi, medico e patriota italiano (n. 1805)
- 1859 - Lancelot-Théodore Turpin de Crissé, scrittore e pittore francese (n. 1782)
- 1860 - Carlo Bonardi, patriota italiano (n. 1837)
- 1860 - Desiderato Pietri, patriota italiano
- 1860 - Simone Schiaffino, patriota italiano (n. 1835)
- 1860 - Michele Viale-Prelà, cardinale e arcivescovo cattolico francese (n. 1798)
- 1864 - Therese Brunetti, attrice teatrale e ballerina austriaca (n. 1782)
- 1866 - William Henry Harvey, botanico e medico irlandese (n. 1811)
- 1873 - Alexandru Ioan Cuza, nobile rumeno (n. 1820)
- 1873 - Emanuele Luserna di Rorà, politico italiano (n. 1815)
- 1875 - Luigi Ronzi, baritono e compositore italiano (n. 1805)
- 1879 - Ludwig Diestel, teologo tedesco (n. 1825)
- 1879 - Gottfried Semper, architetto tedesco (n. 1803)
- 1879 - Jakob Stämpfli, politico svizzero (n. 1820)
- 1880 - Auguste Charpentier, pittore francese (n. 1813)
- 1881 - Franz von Dingelstedt, poeta e giornalista tedesco (n. 1814)
- 1882 - Giacomo Trecourt, pittore italiano (n. 1812)
- 1883 - Josiah Gorgas, generale statunitense (n. 1818)
- 1884 - Henri Théophile Bocquillon, botanico francese (n. 1834)
- 1885 - Lodovico Graziani, tenore italiano (n. 1820)
- 1886 - Emily Dickinson, poetessa statunitense (n. 1830)
- 1888 - Giacomo Stefani, presbitero, educatore e patriota italiano (n. 1816)
- 1891 - Théodore Deck, ceramista francese (n. 1823)
- 1891 - Edwin Long, pittore inglese (n. 1829)
- 1893 - Vincenzo Tommasini, politico italiano (n. 1820)
- 1896 - Victor Vlad Delamarina, poeta romeno (n. 1870)
- 1896 - Friedrich Dittes, educatore e pedagogista austriaco (n. 1829)
- 1897 - François Duilhé de Saint-Projet, presbitero e poeta francese (n. 1822)
- 1897 - Josep Fontserè i Mestre, architetto spagnolo (n. 1829)
- 1897 - Carlo Alberto Ferdinando Maffei di Boglio, diplomatico e politico italiano (n. 1834)
- 1897 - Filippo Serafini, giurista italiano (n. 1831)
- 1898 - Luigi Gualdo, poeta e scrittore italiano (n. 1847)
- 1898 - Cesare Pozzo, sindacalista italiano (n. 1853)

## XX secolo(256)
- 1901 - Giuseppe Angelino, generale italiano (n. 1816)
- 1904 - Étienne-Jules Marey, fisiologo, cardiologo e inventore francese (n. 1830)
- 1905 - Giuseppe De Dominicis, poeta italiano (n. 1869)
- 1908 - Elise Blenker, rivoluzionaria tedesca (n. 1824)
- 1908 - Antonio Polin, vescovo cattolico italiano (n. 1825)
- 1909 - Ernest Besnier, dermatologo francese (n. 1831)
- 1909 - Karl Lohmeyer, storico prussiano (n. 1832)
- 1911 - Giuseppe Ippolito Franchi-Verney della Valetta, musicologo e critico musicale italiano (n. 1848)
- 1912 - Nélie Jacquemart, pittrice e collezionista d'arte francese (n. 1841)
- 1912 - Albino Jara, militare paraguaiano (n. 1877)
- 1914 - Jovan Skerlić, scrittore e critico letterario serbo (n. 1877)
- 1915 - Giuseppe Armanini, tenore italiano (n. 1874)
- 1917 - Isaac Bentham, pallanuotista britannico (n. 1886)
- 1917 - Giuseppe Benvenuti, militare italiano (n. 1893)
- 1917 - George Arthur Smith, calciatore, allenatore di calcio e militare inglese (n. 1889)
- 1918 - Adolf Baginsky, pediatra tedesco (n. 1843)
- 1918 - Hannah Maynard, fotografa canadese (n. 1834)
- 1918 - Joaquim Pimenta de Castro, politico portoghese (n. 1836)
- 1919 - Aaron Aaronsohn, agente segreto romeno (n. 1876)
- 1919 - Friedrich Paul Nerly, pittore italiano (n. 1842)
- 1919 - Hasan Tahsin, giornalista e patriota turco (n. 1888)
- 1920 - Giulio Boschi, cardinale italiano (n. 1838)
- 1920 - Owen Morgan Edwards, storico, educatore e scrittore gallese (n. 1858)
- 1921 - Milenko Vesnić, giurista e politico jugoslavo (n. 1863)
- 1921 - Robert Charles Wroughton, naturalista britannico (n. 1849)
- 1922 - Leslie Ward, pittore inglese (n. 1851)
- 1922 - Harry Williams, compositore, regista e attore statunitense (n. 1879)
- 1924 - Paul-Henri-Benjamin d'Estournelles de Constant, diplomatico e politico francese (n. 1852)
- 1925 - Nelson Miles, generale statunitense (n. 1839)
- 1925 - Georgi Kasabov Milev, poeta, critico letterario e pittore bulgaro (n. 1895)
- 1926 - Albert Gilchrist, politico e militare statunitense (n. 1858)
- 1928 - Robert Jowitt Whitwell, medievista, lessicografo e latinista britannico (n. 1859)
- 1930 - Luigi Gadola, ingegnere e politico italiano (n. 1861)
- 1930 - William Emlen Roosevelt, banchiere statunitense (n. 1857)
- 1931 - Axel Andersen, ginnasta danese (n. 1891)
- 1931 - Thomas Ashby, archeologo britannico (n. 1874)
- 1931 - Gaston Deschamps, archeologo, scrittore e giornalista francese (n. 1861)
- 1931 - Leon Petrażycki, giurista, filosofo e sociologo polacco (n. 1867)
- 1932 - Henri Baur, tiratore di fune, lottatore e discobolo austriaco (n. 1872)
- 1932 - Eugenio Checchi, scrittore e giornalista italiano (n. 1838)
- 1932 - Inukai Tsuyoshi, politico giapponese (n. 1855)
- 1932 - Edward O'Connor, attore irlandese (n. 1862)
- 1932 - Edoardo Pantano, politico, patriota e scrittore italiano (n. 1842)
- 1933 - Hermann von François, generale tedesco (n. 1856)
- 1934 - Giacomo Matté-Trucco, ingegnere italiano (n. 1869)
- 1935 - Kazimir Severinovič Malevič, pittore, insegnante e urbanista ucraino (n. 1879)
- 1936 - Osvaldo Bignami, pittore italiano (n. 1856)
- 1936 - Ferdinando Chiapirone, calciatore italiano (n. 1883)
- 1936 - Marco Galdi, latinista, poeta e filologo italiano (n. 1880)
- 1936 - Charles Griffiths, allenatore di calcio e calciatore inglese (n. 1882)
- 1936 - Rajendra Nath Mookerjee, ingegnere indiano (n. 1854)
- 1937 - Serafino Migazzo, militare italiano (n. 1893)
- 1937 - Philip Snowden, I visconte Snowden, politico britannico (n. 1864)
- 1938 - Cao Kun, generale e politico cinese (n. 1862)
- 1938 - Gheorghe Marinescu, neurologo rumeno (n. 1863)
- 1938 - Bernhard Seuffert, filologo austriaco (n. 1853)
- 1938 - Eugenio Siena, pilota automobilistico italiano (n. 1905)
- 1939 - Max Naumann, politico tedesco (n. 1875)
- 1940 - Vincenzo Pasquali, scultore italiano (n. 1871)
- 1941 - Law Adam, calciatore olandese (n. 1908)
- 1941 - Giacinto Cova, militare italiano (n. 1909)
- 1941 - Ulrich Grauert, generale tedesco (n. 1889)
- 1941 - Max Leenhardt, pittore francese (n. 1853)
- 1942 - Bruno Castagna, militare italiano (n. 1908)
- 1942 - Felix De Roy, giornalista e astronomo belga (n. 1883)
- 1943 - Ludwig Roselius, imprenditore tedesco (n. 1874)
- 1943 - Stefan Pawlikowski, aviatore e generale polacco (n. 1896)
- 1943 - Ru van der Haar, hockeista su prato olandese (n. 1913)
- 1944 - Sergio, religioso russo (n. 1867)
- 1945 - Walther Bierkamp, generale e poliziotto tedesco (n. 1901)
- 1945 - Aleksandr Kirillovič Ledaščev, regista cinematografico sovietico (n. 1895)
- 1945 - Andrea Lorenzetti, politico e partigiano italiano (n. 1907)
- 1945 - Viktor Aleksandrovič Turin, regista cinematografico russo (n. 1895)
- 1945 - Charles Williams, scrittore e poeta inglese (n. 1886)
- 1946 - Francesco Paolo Prisciandaro, pittore italiano (n. 1874)
- 1947 - Miguel Abadìa Méndez, politico, diplomatico e scrittore colombiano (n. 1867)
- 1947 - John Arledge, attore statunitense (n. 1906)
- 1947 - Vincenzo Serrentino, prefetto italiano (n. 1897)
- 1948 - Giovanni Cicogna, giurista e politico italiano (n. 1877)
- 1948 - André Dauchez, pittore, incisore e fotografo francese (n. 1870)
- 1948 - Edward J. Flanagan, presbitero e educatore irlandese (n. 1886)
- 1949 - Mary Antin, scrittrice, attivista e politica statunitense (n. 1881)
- 1949 - Henri Beau, pittore canadese (n. 1863)
- 1949 - Erich Goede, calciatore tedesco (n. 1916)
- 1949 - Peter Maurin, attivista francese (n. 1877)
- 1950 - C. Graham Baker, sceneggiatore e regista statunitense (n. 1883)
- 1952 - Albert Bassermann, attore tedesco (n. 1867)
- 1952 - Italo Montemezzi, musicista e compositore italiano (n. 1875)
- 1953 - Wilfrid Freeman, aviatore e militare britannico (n. 1888)
- 1953 - Chet Miller, pilota automobilistico statunitense (n. 1902)
- 1953 - Georges Pelletier-Doisy, generale e aviatore francese (n. 1892)
- 1954 - Carl Clewing, cantante, attore e insegnante tedesco (n. 1884)
- 1954 - Herbert I. Leeds, regista e montatore statunitense (n. 1900)
- 1954 - William March, scrittore statunitense (n. 1893)
- 1954 - Marta Sammartini, scultrice e pittrice italiana (n. 1900)
- 1955 - Olga Napoli, pittrice italiana (n. 1903)
- 1955 - Aksel Sørensen, ginnasta danese (n. 1891)
- 1956 - Giulio Casalini, politico italiano (n. 1876)
- 1956 - Ercole Felice Montani, politico italiano (n. 1884)
- 1956 - Adrian Rollini, musicista statunitense (n. 1903)
- 1956 - Austin Osman Spare, disegnatore inglese (n. 1886)
- 1956 - Jack Zealley, calciatore inglese (n. 1874)
- 1957 - Keith Andrews, pilota automobilistico statunitense (n. 1920)
- 1958 - Hampton Del Ruth, sceneggiatore, regista e attore statunitense (n. 1879)
- 1959 - Mario Bracci, giurista italiano (n. 1900)
- 1959 - Alexander Forbes Irvine Forbes, astronomo sudafricano (n. 1871)
- 1959 - Daniel du Toit, astronomo sudafricano (n. 1917)
- 1960 - John Harley, calciatore scozzese (n. 1886)
- 1961 - Róża Czacka, religiosa polacca (n. 1876)
- 1961 - Christian Dolfen, archivista tedesco (n. 1877)
- 1961 - Tom Gorman, giocatore di lacrosse canadese (n. 1886)
- 1961 - Hélène Jourdan-Morhange, violinista, scrittrice e critica musicale francese (n. 1888)
- 1961 - Francesco Pieri, vescovo cattolico italiano (n. 1902)
- 1961 - Guido Rocca, scrittore, drammaturgo e sceneggiatore italiano (n. 1928)
- 1962 - Nicola Canino, vescovo cattolico italiano (n. 1897)
- 1963 - Georges Albert, calciatore francese (n. 1882)
- 1963 - Angelo Buizza, politico italiano (n. 1885)
- 1963 - John Meehan, scenografo statunitense (n. 1902)
- 1964 - Vladko Maček, politico jugoslavo (n. 1879)
- 1964 - Henri Salvano, calciatore francese (n. 1901)
- 1965 - Hans Beyer, ginnasta norvegese (n. 1889)
- 1965 - Cesare Colliva, avvocato e politico italiano (n. 1888)
- 1965 - Pio Pion, imprenditore italiano (n. 1887)
- 1966 - Venceslau Brás, avvocato e politico brasiliano (n. 1868)
- 1966 - Kathryn Forbes, scrittrice statunitense (n. 1908)
- 1966 - Maximiliano Hernández Martínez, generale e politico salvadoregno (n. 1882)
- 1966 - Georgia Douglas Johnson, poetessa, drammaturga e commediografa statunitense (n. 1880)
- 1966 - Germano Mian, allenatore di calcio e calciatore italiano (n. 1912)
- 1967 - Rudolf Buchfelder, pallanuotista austriaco (n. 1884)
- 1967 - Paolo Giovanni Crida, pittore italiano (n. 1886)
- 1967 - Edward Hopper, pittore e illustratore statunitense (n. 1882)
- 1967 - Italo Mus, pittore italiano (n. 1892)
- 1968 - Florence Austral, soprano australiano (n. 1892)
- 1968 - Pietro Lingeri, architetto italiano (n. 1894)
- 1968 - Mario Riccoboni, velocista italiano (n. 1889)
- 1968 - Charles Rollier, pittore svizzero (n. 1912)
- 1968 - Margarita Ruiz de Lihory y Resino, nobile spagnola (n. 1893)
- 1968 - Vladimir Čestnokov, attore sovietico (n. 1904)
- 1969 - Ferante Colnago, calciatore jugoslavo (n. 1907)
- 1969 - Giacomo Gianora, calciatore italiano (n. 1905)
- 1969 - Joe Malone, hockeista su ghiaccio canadese (n. 1890)
- 1969 - Robert R., statunitense (n. 1953)
- 1970 - Arnaldo Fortini, storico, scrittore e avvocato italiano (n. 1889)
- 1970 - Erminio Rovida, generale italiano (n. 1885)
- 1971 - Goose Goslin, giocatore di baseball statunitense (n. 1900)
- 1971 - Tyrone Guthrie, regista, direttore artistico e saggista inglese (n. 1900)
- 1971 - Carl Krebs, ginnasta danese (n. 1889)
- 1971 - Maria Mokrzycka, soprano ucraina (n. 1882)
- 1972 - Nigel Green, attore sudafricano (n. 1924)
- 1972 - Romas Kalanta, attivista lituano (n. 1953)
- 1972 - Michel Kayoya, presbitero, poeta e filosofo burundese (n. 1934)
- 1973 - Raffaele Baratta, arcivescovo cattolico italiano (n. 1889)
- 1973 - Leo Leone, politico italiano (n. 1893)
- 1973 - Eugene Rabinowitch, biofisico e attivista russo (n. 1901)
- 1973 - Laurance Safford, crittografo statunitense (n. 1893)
- 1974 - Paul Gonsalves, musicista statunitense (n. 1920)
- 1974 - Guy Simonds, generale canadese (n. 1903)
- 1974 - Boris Izrailevič Volček, regista sovietico (n. 1905)
- 1975 - Giuseppe Balasso, politico italiano (n. 1903)
- 1975 - Egisto Cappellini, politico e partigiano italiano (n. 1896)
- 1975 - James Cardno, bobbista britannico (n. 1912)
- 1975 - Guido Giovanelli, velista italiano (n. 1901)
- 1975 - Gino Lamon, calciatore italiano (n. 1903)
- 1975 - Antonio Pedrotti, compositore, direttore d'orchestra e direttore di coro italiano (n. 1901)
- 1976 - Palle Brunius, attore svedese (n. 1909)
- 1976 - Samuel Eliot Morison, ammiraglio e storico statunitense (n. 1887)
- 1976 - David Munrow, flautista britannico (n. 1942)
- 1976 - Oscar Nussio, pittore svizzero (n. 1899)
- 1977 - Benedetta Cappa, pittrice, scenografa e scrittrice italiana (n. 1897)
- 1977 - Sigisfredo Mair, slittinista italiano (n. 1939)
- 1977 - Napoleone Martinuzzi, scultore, artista e imprenditore italiano (n. 1892)
- 1977 - Herbert Wilcox, produttore cinematografico, regista e sceneggiatore irlandese (n. 1890)
- 1978 - Dorothy Coburn, attrice statunitense (n. 1904)
- 1978 - Umberto Fiore, politico e sindacalista italiano (n. 1896)
- 1978 - Gyula Lelovics, allenatore di calcio ungherese (n. 1897)
- 1978 - Friedrich Müller, calciatore tedesco (n. 1907)
- 1978 - Maurice Olivier, calciatore francese (n. 1887)
- 1978 - Kurt Stössel, calciatore tedesco (n. 1907)
- 1979 - Giuseppe Brancale, scrittore italiano (n. 1925)
- 1979 - Luigi Savini, attore e direttore del doppiaggio italiano (n. 1891)
- 1979 - Elemér Somfay, multiplista ungherese (n. 1898)
- 1979 - Curtis Stevens, bobbista statunitense (n. 1898)
- 1980 - Lela Bliss, attrice statunitense (n. 1896)
- 1980 - Albertino Castellucci, politico italiano (n. 1910)
- 1980 - Jóhann Hafstein, politico islandese (n. 1915)
- 1980 - Len Lye, artista neozelandese (n. 1901)
- 1980 - Augusto Masetto, calciatore italiano (n. 1908)
- 1980 - Umberto Scarpelli, regista e sceneggiatore italiano (n. 1904)
- 1980 - Ian Scott, ciclista su strada britannico (n. 1915)
- 1981 - Michele Andreolo, calciatore e allenatore di calcio uruguaiano (n. 1912)
- 1981 - Marina Petrovna Romanova, nobile russa (n. 1892)
- 1981 - Josef Silný, calciatore cecoslovacco (n. 1902)
- 1982 - John Newbold, pilota motociclistico britannico (n. 1952)
- 1982 - Gordon Smiley, pilota automobilistico statunitense (n. 1946)
- 1983 - Maurizio D'Ancora, attore e imprenditore italiano (n. 1912)
- 1983 - Livio Fabro, calciatore italiano (n. 1906)
- 1983 - Marv Huffman, cestista statunitense (n. 1917)
- 1983 - Mark Syers, attore statunitense (n. 1952)
- 1984 - Aldo Bartocci, ingegnere italiano (n. 1909)
- 1984 - Lionel Robbins, economista inglese (n. 1898)
- 1984 - Emilio Trabucchi, farmacologo e politico italiano (n. 1905)
- 1985 - Jackie Curtis, attrice, poetessa e commediografa statunitense (n. 1947)
- 1985 - Renato Olmi, calciatore italiano (n. 1914)
- 1985 - Emerson Spencer, velocista e ostacolista statunitense (n. 1906)
- 1985 - Giuseppe Tonello, calciatore e allenatore di calcio italiano (n. 1916)
- 1985 - Gigliola Valandro, politica italiana (n. 1909)
- 1986 - Elio De Angelis, pilota automobilistico italiano (n. 1958)
- 1986 - Gianni Ravera, cantante, imprenditore e produttore discografico italiano (n. 1920)
- 1987 - John Bøhleng, calciatore norvegese (n. 1910)
- 1987 - Wynne Gibson, attrice statunitense (n. 1905)
- 1988 - Andrew Duggan, attore statunitense (n. 1923)
- 1988 - Fulvia Franco, attrice italiana (n. 1931)
- 1988 - Jean-Pierre Hoscheid, calciatore e allenatore di calcio lussemburghese (n. 1912)
- 1988 - Fritz Löffler, storico dell'arte tedesco (n. 1899)
- 1988 - Greta Nissen, ballerina e attrice norvegese (n. 1905)
- 1989 - Eugenia Clinchard, attrice statunitense (n. 1904)
- 1990 - Ferruccio Achilli, calciatore italiano (n. 1925)
- 1990 - Manuel Anatol, velocista, calciatore e ingegnere spagnolo (n. 1903)
- 1991 - Shintarō Abe, politico giapponese (n. 1924)
- 1991 - Giampiero Albertini, attore e doppiatore italiano (n. 1927)
- 1991 - Amadou Hampâté Bâ, scrittore, filosofo e antropologo maliano (n. 1901)
- 1991 - Ronald Lacey, attore britannico (n. 1935)
- 1991 - Fritz Riess, pilota automobilistico tedesco (n. 1922)
- 1991 - Eileen Sedgwick, attrice statunitense (n. 1898)
- 1992 - Ladislav Demšar, cestista e allenatore di pallacanestro jugoslavo (n. 1929)
- 1992 - Gino Rossetti, calciatore e allenatore di calcio italiano (n. 1904)
- 1993 - Robert Tanneveau, ciclista su strada francese (n. 1911)
- 1994 - Dave Albritton, altista e politico statunitense (n. 1913)
- 1994 - Alessandro Bono, cantautore italiano (n. 1964)
- 1994 - Claudio Casini, critico musicale italiano (n. 1937)
- 1994 - Royal Dano, attore statunitense (n. 1922)
- 1994 - Mario Einaudi, politologo e antifascista italiano (n. 1904)
- 1994 - Oskar Heil, inventore tedesco (n. 1908)
- 1994 - Gilbert Roland, attore messicano (n. 1905)
- 1995 - Giuseppe Gagliano, compositore, violoncellista e direttore d'orchestra italiano (n. 1912)
- 1995 - Eric Porter, attore britannico (n. 1928)
- 1995 - Pia Tassinari, soprano e mezzosoprano italiano (n. 1903)
- 1995 - Uoldeàb Uoldemariàm, politico e giornalista eritreo (n. 1905)
- 1996 - Lino Cappelletti, cestista italiano (n. 1933)
- 1996 - Barton Heyman, attore statunitense (n. 1937)
- 1996 - Paul Nogier, docente francese (n. 1908)
- 1996 - Marc Quiblier, cestista francese (n. 1925)
- 1996 - Giovanni Viale, politico italiano (n. 1910)
- 1997 - Alberto Giubilo, giornalista e telecronista sportivo italiano (n. 1917)
- 1997 - Friedl Volgger, politico, giornalista e scrittore italiano (n. 1914)
- 1998 - Gunter d'Alquen, giornalista e militare tedesco (n. 1910)
- 1998 - Jean-Marie Cieleska, ciclista su strada francese (n. 1928)
- 1998 - John Hawkes, scrittore statunitense (n. 1925)
- 1998 - Earl Manigault, cestista statunitense (n. 1944)
- 1998 - Sergej Paramonov, cantante sovietico (n. 1961)
- 1999 - Milton Banana, batterista brasiliano (n. 1935)
- 1999 - Žanis Butkus, militare lettone (n. 1906)
- 1999 - Rob Gretton, manager britannico (n. 1953)
- 1999 - Colette Ripert, attrice francese (n. 1930)
- 2000 - Al'fred Kučevskij, hockeista su ghiaccio sovietico (n. 1931)
- 2000 - Gösta Prüzelius, attore e doppiatore svedese (n. 1922)

## XXI secolo(143)
- 2001 - Massimo Infante, giornalista, storico e saggista italiano (n. 1923)
- 2001 - Ladislav Kareš, calciatore cecoslovacco (n. 1919)
- 2001 - Ralph Miller, allenatore di pallacanestro statunitense (n. 1919)
- 2001 - Bobby Murdoch, allenatore di calcio e calciatore scozzese (n. 1944)
- 2001 - Edward Neill, critico musicale italiano (n. 1929)
- 2001 - Sacha Vierny, direttore della fotografia francese (n. 1919)
- 2001 - Erik Wennerberg, bobbista svedese (n. 1917)
- 2002 - Antonino Mistretta, medico italiano (n. 1929)
- 2002 - Bryan Pringle, attore britannico (n. 1935)
- 2003 - Silla Bettini, attore italiano (n. 1923)
- 2003 - June Carter Cash, cantautrice, musicista e attrice statunitense (n. 1929)
- 2003 - Pedro Chappé, cestista e allenatore di pallacanestro cubano (n. 1945)
- 2003 - Constantin Dăscălescu, politico romeno (n. 1923)
- 2003 - Rinaldo Geleng, pittore italiano (n. 1920)
- 2003 - Bernardo Grosser, dirigente d'azienda polacco (n. 1906)
- 2003 - Gaby Robert, calciatore e allenatore di calcio francese (n. 1920)
- 2003 - Stefano Salvemini, politico italiano (n. 1928)
- 2003 - Rik Van Steenbergen, ciclista su strada e pistard belga (n. 1924)
- 2003 - Benito Venturini, ciclista su strada italiano (n. 1937)
- 2004 - Gloria Anzaldúa, sociologa e scrittrice statunitense (n. 1942)
- 2004 - Hans Bild, calciatore tedesco (n. 1926)
- 2004 - Jack Bradbury, fumettista statunitense (n. 1914)
- 2004 - Clint Warwick, bassista inglese (n. 1945)
- 2005 - Franco Cavallo, scrittore e poeta italiano (n. 1929)
- 2005 - Natal'ja Georgievna Gundareva, attrice teatrale e attrice cinematografica sovietica (n. 1948)
- 2005 - Aulis Kallakorpi, saltatore con gli sci finlandese (n. 1929)
- 2005 - Aldo Rescio, psicanalista e poeta italiano (n. 1939)
- 2006 - George Crile III, giornalista e scrittore statunitense (n. 1945)
- 2006 - Giancarlo Matteotti, politico italiano (n. 1918)
- 2006 - Cheikha Rimitti, cantante algerina (n. 1923)
- 2007 - Giorgio Cavaglieri, architetto e pittore italiano (n. 1911)
- 2007 - Jerry Falwell, pastore protestante statunitense (n. 1933)
- 2007 - Yolanda King, attrice e produttrice cinematografica statunitense (n. 1955)
- 2007 - Angus McBride, pittore e illustratore inglese (n. 1931)
- 2007 - Jean Saubert, sciatrice alpina statunitense (n. 1942)
- 2007 - Beryl Swain, motociclista britannica (n. 1936)
- 2007 - Eugenio Vélez-Troya, criminologo spagnolo (n. 1921)
- 2008 - Bruno Baratti, ceramista, pittore e scultore italiano (n. 1911)
- 2008 - Tommy Burns, calciatore e allenatore di calcio scozzese (n. 1956)
- 2008 - Carlo Caroli, pittore italiano (n. 1920)
- 2008 - Rudi Abele Compiani, calciatore italiano (n. 1925)
- 2008 - Alexander Courage, compositore e arrangiatore statunitense (n. 1919)
- 2008 - Luisa Della Noce, attrice italiana (n. 1923)
- 2008 - Robert Dunlop, pilota motociclistico britannico (n. 1960)
- 2008 - Willis Lamb, fisico statunitense (n. 1913)
- 2008 - Earl Leggett, giocatore di football americano e allenatore di football americano statunitense (n. 1933)
- 2008 - Giuseppe Zibetti, calciatore e allenatore di calcio italiano (n. 1920)
- 2009 - Susanna Agnelli, imprenditrice, politica e scrittrice italiana (n. 1922)
- 2009 - Paul Flora, artista e illustratore italiano (n. 1922)
- 2009 - Alan Hackney, scrittore e sceneggiatore britannico (n. 1924)
- 2009 - Edwin S. Shneidman, psicologo statunitense (n. 1918)
- 2009 - Charles Tingwell, attore e regista australiano (n. 1923)
- 2009 - Wayman Tisdale, cestista e musicista statunitense (n. 1964)
- 2010 - Rodolfo d'Asburgo-Lorena, principe austriaco (n. 1919)
- 2010 - Besian Idrizaj, calciatore austriaco (n. 1987)
- 2010 - Loris Kessel, pilota automobilistico svizzero (n. 1950)
- 2010 - Bhairon Singh Shekhawat, politico indiano (n. 1923)
- 2010 - John Sheperd-Barron, inventore scozzese (n. 1925)
- 2010 - Diether de la Motte, compositore, teorico della musica e musicologo tedesco (n. 1928)
- 2011 - Pete Lovely, pilota di Formula 1 statunitense (n. 1926)
- 2011 - Elisabetta Pierazzo, astronoma italiana (n. 1963)
- 2011 - Samuel Wanjiru, maratoneta keniota (n. 1986)
- 2012 - Jean Craighead George, scrittrice statunitense (n. 1919)
- 2012 - Henry Denker, scrittore e drammaturgo statunitense (n. 1912)
- 2012 - Carlos Fuentes, scrittore, saggista e sceneggiatore messicano (n. 1928)
- 2012 - Jorge Lucey, pallanuotista argentino (n. 1932)
- 2012 - Arno Lustiger, storico e scrittore tedesco (n. 1924)
- 2012 - José María Macarulla, docente spagnolo (n. 1932)
- 2012 - Zakariyya Muhyi al-Din, generale e politico egiziano (n. 1918)
- 2012 - Dominique Rolin, scrittrice belga (n. 1913)
- 2012 - Ed Siudut, cestista statunitense (n. 1947)
- 2013 - Carl Bennett, dirigente sportivo e allenatore di pallacanestro statunitense (n. 1915)
- 2013 - Linden Chiles, attore statunitense (n. 1933)
- 2013 - Walter Fusi, pittore italiano (n. 1924)
- 2013 - Henrique Rosa, politico guineense (n. 1946)
- 2013 - Mario Spallone, medico e politico italiano (n. 1917)
- 2014 - Helmut Baumann, botanico tedesco (n. 1937)
- 2014 - Jean-Luc Dehaene, politico belga (n. 1940)
- 2014 - Jean Oury, psicoanalista e psichiatra francese (n. 1924)
- 2014 - Vito Santangelo, cantante, cantastorie e chitarrista italiano (n. 1938)
- 2014 - Norifumi Suzuki, regista e sceneggiatore giapponese (n. 1933)
- 2015 - Rudol'f Fruntov, regista sovietico (n. 1942)
- 2015 - Bob Hopkins, cestista e allenatore di pallacanestro statunitense (n. 1934)
- 2015 - John Stephenson, attore e doppiatore statunitense (n. 1923)
- 2015 - Donald Wrye, regista, produttore televisivo e sceneggiatore statunitense (n. 1934)
- 2015 - Renzo Zorzi, pilota automobilistico italiano (n. 1946)
- 2016 - Oya Aydoğan, attrice, conduttrice televisiva e modella turca (n. 1957)
- 2016 - Rino Marcelli, attore teatrale italiano (n. 1931)
- 2016 - Michael Roberds, attore canadese (n. 1964)
- 2017 - Karl-Otto Apel, filosofo tedesco (n. 1922)
- 2017 - Nasser Givehchi, lottatore iraniano (n. 1932)
- 2017 - Kurt Gossweiler, storico e antifascista tedesco (n. 1917)
- 2017 - Allan Lawrence, mezzofondista e maratoneta australiano (n. 1930)
- 2017 - Errol McNally, calciatore nordirlandese (n. 1943)
- 2017 - Axel Straube, cestista tedesco (n. 1942)
- 2017 - Javier Valdez Cárdenas, giornalista e scrittore messicano (n. 1967)
- 2018 - José Lavat, doppiatore messicano (n. 1948)
- 2018 - Salvatore Ligresti, imprenditore italiano (n. 1932)
- 2018 - Milan Malatinský, allenatore di calcio e calciatore slovacco (n. 1970)
- 2018 - Leone Piccioni, critico letterario e giornalista italiano (n. 1925)
- 2018 - Jlloyd Samuel, calciatore trinidadiano (n. 1981)
- 2018 - Ray Wilson, calciatore e allenatore di calcio inglese (n. 1934)
- 2019 - Bobby Diamond, attore e avvocato statunitense (n. 1943)
- 2019 - Charles Kittel, fisico statunitense (n. 1916)
- 2019 - Juan Antonio Menéndez Fernández, vescovo cattolico spagnolo (n. 1957)
- 2019 - Herminio Teves, politico filippino (n. 1920)
- 2019 - Giorgio Valentinuzzi, calciatore e allenatore di calcio italiano (n. 1931)
- 2020 - Cesare Allegri, politico italiano (n. 1934)
- 2020 - Claes Borgström, politico, avvocato e attivista svedese (n. 1944)
- 2020 - Sergio Marchant, calciatore cileno (n. 1961)
- 2020 - Franco Nenci, pugile italiano (n. 1935)
- 2020 - Sandro Petrone, giornalista, conduttore televisivo e cantautore italiano (n. 1954)
- 2020 - Mauro Sentinelli, ingegnere e dirigente d'azienda italiano (n. 1947)
- 2020 - Fred Willard, attore e umorista statunitense (n. 1933)
- 2021 - Deanna Milvia Frosini, pittrice e attrice italiana (n. 1940)
- 2021 - Lim Heng Chek, nuotatore malese (n. 1936)
- 2021 - Eva Wilma, attrice e danzatrice brasiliana (n. 1933)
- 2022 - Rainer Basedow, attore e doppiatore tedesco (n. 1938)
- 2022 - Pierluigi Di Piazza, presbitero e attivista italiano (n. 1947)
- 2022 - Ricky Gardiner, chitarrista e compositore scozzese (n. 1948)
- 2022 - Stevan Ostojić, allenatore di calcio e calciatore jugoslavo (n. 1941)
- 2023 - Giuseppe Fallarini, ciclista su strada italiano (n. 1934)
- 2023 - Sharon Farrell, attrice statunitense (n. 1940)
- 2023 - Zbigniew Kaczmarek, sollevatore polacco (n. 1946)
- 2023 - Robert Lucas, economista statunitense (n. 1937)
- 2023 - Ron Northcott, giocatore di curling canadese (n. 1935)
- 2023 - Gabriele Renzulli, politico italiano (n. 1943)
- 2024 - Abdullatif Abdulhamid, regista e sceneggiatore siriano (n. 1954)
- 2024 - Tates Locke, allenatore di pallacanestro e dirigente sportivo statunitense (n. 1937)
- 2024 - Gianluigi Maggioni, calciatore italiano (n. 1942)
- 2024 - June Mendoza, pittrice australiana (n. 1924)
- 2024 - Ahmed Piro, cantante marocchino (n. 1932)
- 2025 - Luigi Alva, tenore peruviano (n. 1927)
- 2025 - Heidi Eisterlehner, tennista tedesca (n. 1949)
- 2025 - Taina Elg, ballerina e attrice finlandese (n. 1930)
- 2025 - Bruno Franceschetti, ginnasta e allenatore di ginnastica artistica italiano (n. 1941)
- 2025 - Steve Inwood, attore statunitense (n. 1947)
- 2025 - Geri Palamara, cantautore e pittore italiano (n. 1939)
- 2025 - Federica Ranchi, attrice italiana (n. 1939)
- 2025 - Glen Edward Rogers, serial killer statunitense (n. 1962)
- 2025 - Charles Strouse, compositore e paroliere statunitense (n. 1928)
- 2025 - Natallja Šykolenka, giavellottista bielorussa (n. 1964)
- 2025 - Karl-Heinz Vogt, calciatore tedesco (n. 1945)

## Senza anno specificato(2)
- Eutizio di Ferento, santo romano
- Lamberto, vescovo italiano